# Wilfried Meyer (Handballspieler)
Wilfried Meyer (* 17. Oktober 1943) ist ein ehemaliger deutscher Handballspieler. Der Torwart wurde mit dem TSV Grün-Weiß Dankersen Deutscher Meister.

## Karriere
Meyer spielte zunächst für den Polizei-Sportverein Hannover in der Handball-Bundesliga. Nachdem er mit dem Verein 1968 in die Oberliga abgestiegen war, wechselte er zum TSV Grün-Weiß Dankersen. Er spielte ausschließlich für die Hallen-Mannschaft und wurde mit dieser 1971 Deutscher Meister und 1975 DHB-Pokalsieger. Im selben Jahr wurde das Finalspiel um die Deutsche Meisterschaft gegen den VfL Gummersbach deutlich mit 7:13 verloren. Danach wechselte er zurück nach Hannover zum Polizei-Sportverein.
Meyer debütierte am 19. März 1966 gegen Spanien in Bremen für die Nationalmannschaft der Bundesrepublik Deutschland. Insgesamt absolvierte er 24 Länderspiele. Er gehörte zum deutschen Aufgebot bei der Weltmeisterschaft 1974 in der DDR. Dort kam er in fünf Spielen zum Einsatz.

## Erfolge
- Deutscher Meister 1971
  - Deutscher Vizemeister 1975
- DHB-Pokalsieger 1975